# Tetrao urogallus karelicus
Tetrao urogallus karelicus es una subespecie  de la familia Tetraonidae en el orden de los Galliformes. 

## Distribución geográfica
Se encuentra en Finlandia y la Carelia  rusa.